# Florida (Comtat d'Orange)
Florida és una població dels Estats Units a l'estat de Nova York. Segons el cens del Census 2000 tenia 2.571 habitants.

## Demografia
Segons el cens del 2000, Florida tenia 2.571 habitants, 951 habitatges, i 704 famílies. La densitat de població era de 525,2 habitants/km².
Dels 951 habitatges en un 36,1% hi vivien nens de menys de 18 anys, en un 59% hi vivien parelles casades, en un 11,4% dones solteres, i en un 25,9% no eren unitats familiars. En el 21,8% dels habitatges hi vivien persones soles el 10,3% de les quals corresponia a persones de 65 anys o més que vivien soles. El nombre mitjà de persones vivint en cada habitatge era de 2,7 i el nombre mitjà de persones que vivien en cada família era de 3,17.
Per edats la població es repartia de la següent manera: un 26,7% tenia menys de 18 anys, un 6,2% entre 18 i 24, un 30,2% entre 25 i 44, un 24,2% de 45 a 60 i un 12,8% 65 anys o més.
L'edat mediana era de 38 anys. Per cada 100 dones de 18 o més anys hi havia 90 homes.
La renda mediana per habitatge era de 54.893 $ i la renda mediana per família de 61.406 $. Els homes tenien una renda mediana de 45.577 $ mentre que les dones 32.232 $. La renda per capita de la població era de 22.138 $. Entorn del 5,5% de les famílies i el 7,3% de la població estaven per davall del llindar de pobresa.

## Poblacions properes
El següent diagrama mostra les poblacions més properes.